# 细花线纹香茶菜
细花线纹香茶菜（学名：Isodon lophanthoides var. graciliflorus）为唇形科香茶菜属下的一个变种。